# Pieter van Anraadt

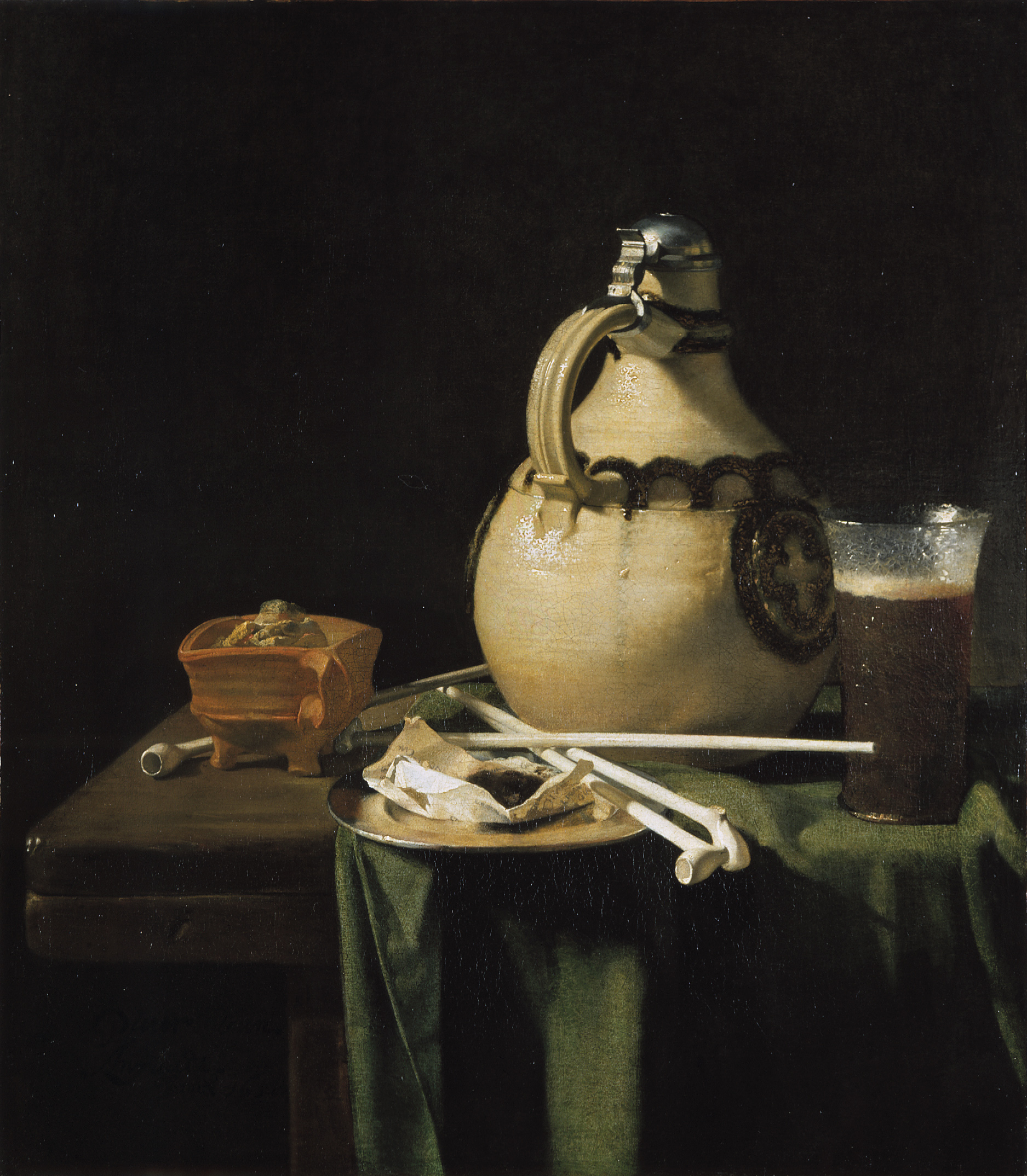
Naturaleza muerte con jarrón de cerámica y pipas, óleo sobre lienzo, 67 x 58,8 cm, La Haya, Mauritshuis. Firmado: Pieter van / Anraadt / An^{o} 1658.

Pieter van Anraadt (Utrecht, antes de 1640-Deventer, 1678) fue un pintor barroco neerlandés especializado en retratos.
Aunque nacido en Utrecht su familia era originaria de Deventer, donde en 1663 contrajo matrimonio con la hija de Jan van der Veen, en su tiempo famoso poeta. Pintó mediocres retratos de busto o media figura influido por Gerard ter Borch, que quizá fuera su maestro. De 1672 a 1675 trabajó en Ámsterdam, donde pintó algunos retratos de grupo bastante convencionales (Regentes de la Casa del Espíritu Santo en Haarlem, 1674, Haarlem, Frans Halsmuseum, Seis regentes y el dueño de la casa de Oudezijdszitten y de los limosneros en Ámsterdam, con el pintor Ferdinand Bol en un extremo, 1675, Ámsterdam Museum) Después de esta última fecha volvió a Deventer donde falleció y fue enterrado el 13 de abril de 1678.
De Anraadt se conserva únicamente un bodegón, de un género conocido como «pequeño tabaco», que es también la más temprana de sus obras fechadas, firmada en 1658 (La Haya, Mauritshuis). Se trata de una pieza de una notable maestría y equilibrio compositivo, formada por un jarrón de cerámica blanca junto a un vaso de cerveza negra, un braserillo y pipas de Guoda con un envoltorio de papel arrugado, conteniendo tabaco, sobre una bandeja de estaño que sobresale ligeramente del borde de la mesa, cubierta por un tapete verde sobre el que el plato metálico proyecta su sombra. La posterior dedicación al retrato y el abandono de los bodegones o naturalezas muertas por un artista que, aun joven, había alcanzado tal grado de virtuosismo en el dominio de la luz y la armonía del color solo se explicaría por las consideraciones en torno a la jerarquía de los géneros y, por consiguiente, la superior valoración económica del retrato, siempre mejor considerado y remunerado.